# 廖敏雄 (企業家)
廖敏雄（1956年—），華碩電腦共同創辦人，國立臺灣大學電機工程學系畢業。
廖敏雄畢業於國立臺灣大學電機工程學系，曾任宏碁工程師、高級專員。1989年4月1日與童子賢、謝偉琦、徐世昌等人集資新台幣一千萬元，在台北市中山區長春路上一間35坪的小公寓裡車庫創業，成立弘碩電腦，開發主機板。
1994年，過去在宏碁的主管施崇棠成為弘碩電腦董事長兼總經理，弘碩電腦並於同年6月正式更名為華碩電腦，三年後即成為全球最大主機板廠。廖敏雄樂於研發，長期負責製造、採購、物料控管等事務。
自1997年退休，不再公開露面。